# Cicurina cavealis
Espèce
Cicurina cavealis est une espèce d'araignées aranéomorphes de la famille des Cicurinidae.

## Distribution
Cette espèce est endémique des États-Unis. Elle se rencontre au Missouri, en Arkansas, au Illinois, au Indiana et en Caroline du Nord.

## Description
La femelle holotype mesure 7 mm.
Le mâle décrit par Chamberlin et Ivie en 1940 mesure 6,20 mm et les femelles de 5,50 à 6,30 mm.

## Systématique et taxinomie
Cette espèce a été décrite par Bishop et Crosby en 1926.

## Publication originale
- Bishop & Crosby, 1926 : « Notes on the spiders of the southeastern United States with descriptions of new species. » Journal of the Elisha Mitchell Scientific Society, vol. 41, no 3/4, p. 163-212.